# Perigonia leucopus
Perigonia leucopus là một loài bướm đêm thuộc họ Sphingidae. Loài này có ở Brasil.
Phía trên cánh sau giống với Perigonia stulta.